# 건국법정대학 학도병 서명문 태극기
건국법정대학 학도병 서명문 태극기(建國法政大學 學徒兵 書名文 太極旗)는 충청남도 천안시 목천읍, 독립기념관에 있는 태극기이다. 2008년 8월 12일 대한민국의 국가등록문화재 제392호로 지정되었다.

## 개요
1950년 9월 1일 제3차 학도병 자원 시 부산의 건국법정대학 법률과 학생이 주축이 되어 서명한 태극기로, 학도병들이 조국을 위해 몸바칠 것을 맹세하고 생사를 넘나드는 전쟁터에서도 고이 간직해 온 태극기로 가치가 크다.

## 같이 보기
- 학도의용군

## 참고 자료
- 건국법정대학 학도병 서명문 태극기 - 국가유산청 국가유산포털